# Ergasilus brari
Ergasilus brari is een eenoogkreeftjessoort uit de familie van de Ergasilidae. De wetenschappelijke naam van de soort is voor het eerst geldig gepubliceerd in 1991 door Battish & Brar.